# Sha Menghai

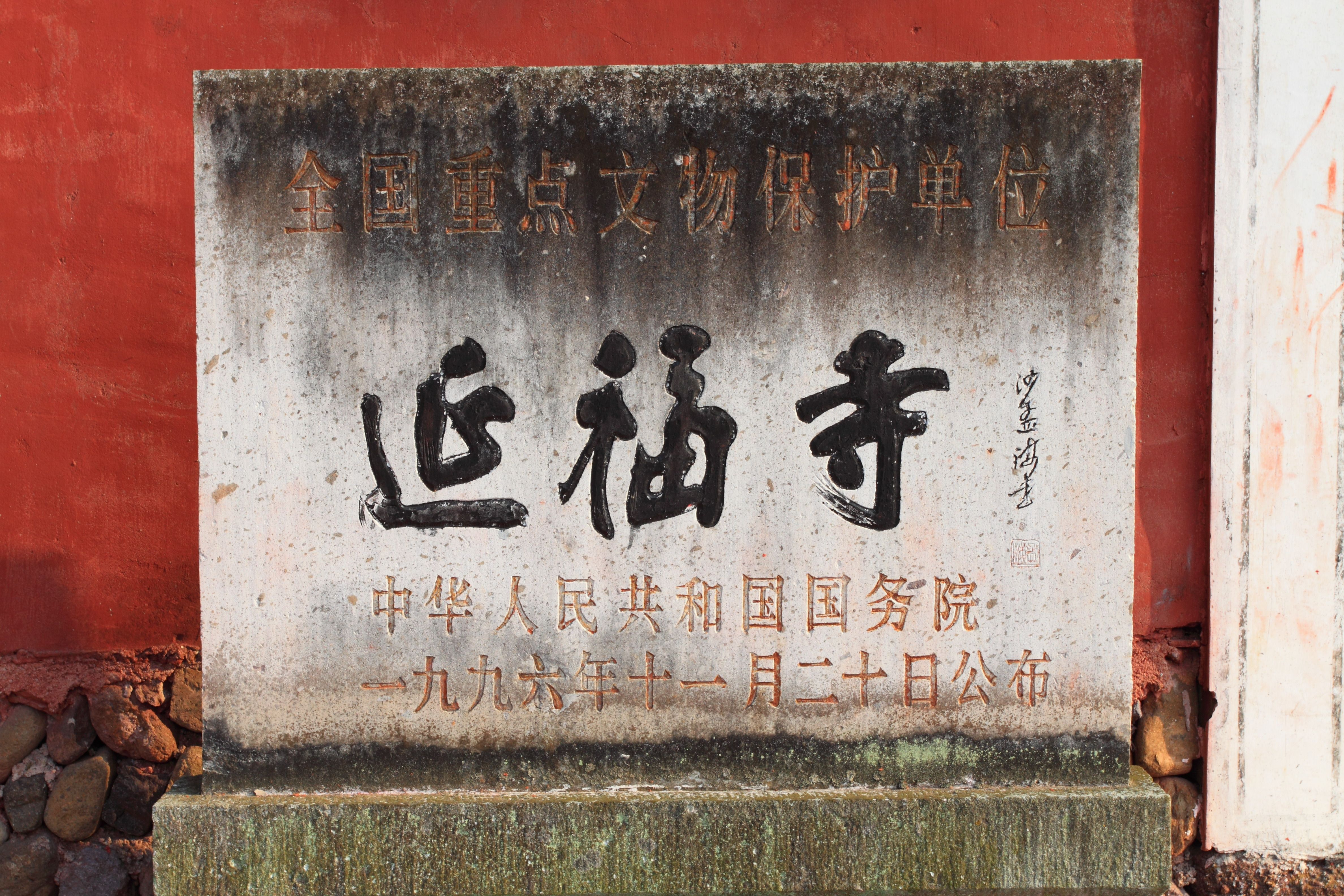
Cal·ligrafia de Sha Menghai

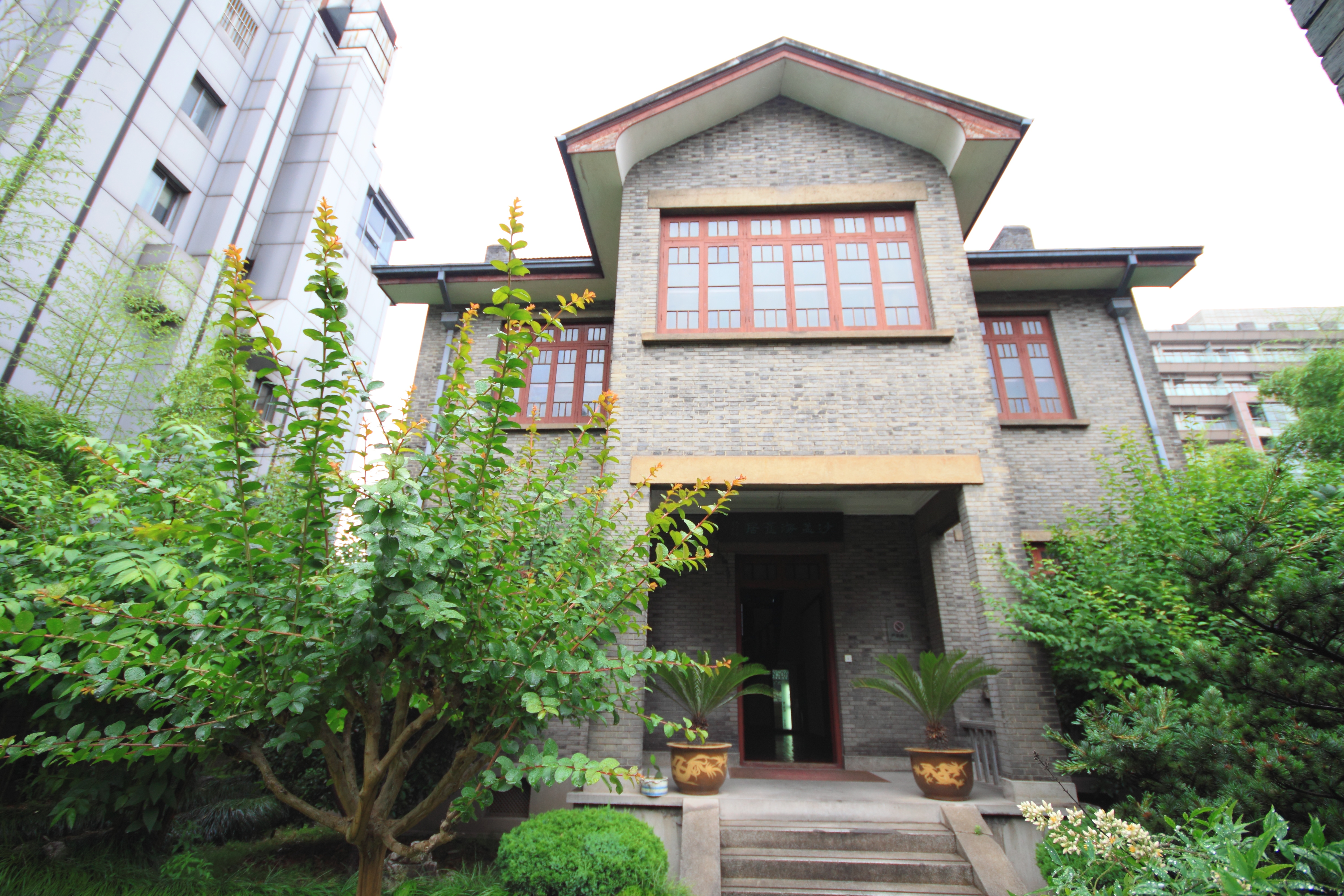
Antiga residència de Sha Menghai

Sha Menghai (xinès simplificat: 沙孟海) (Yin, 1900 - 1992) va ser un polític, acadèmic, poeta i mestre cal·lígraf xinès.

## Biografia
Sha Minghai va néixer l'11 de juny de 1990 a Yin, província de Zhejiang (Xina). El seu pare era doctor en medicina tradicional xinesa i la seva mare mestressa de casa analfabeta.
. Va estudiar en una escola local, on va començar conèixer als clàssics xinesos i va desenvolupar el seu entusiasme per l’art de la cal·ligrafia. També va estudiar a l'escola primaria Hongo Huaxi i després a l'escola normal de Ningbo.
A la meitat dels anys 20 va anar a treballar a Xangai com a tutor de la família de comerciants.
Durant un any (1919 - 1920) va fer de professor a Zhenhai i a Meixu.

### Activitat acadèmica
El 1928 va escriure "Cal·ligrafia en els darrers tres-cents anys" i "Introducció als estudis de segells", és la primera història sistemàtica de la cal·ligrafia i el tall de segells a la Xina moderna, que ha tingut una gran influència en els cercles acadèmics.
El juliol de 1929 va anar a la Universitat Sun Yat-sen de Guangzhou com a professor de xinès.
A l'agost de 1949, va exercir de professor al Departament de Literatura Xinesa de la Universitat de Zhejiang i va dictar un curs de literatura clàssica.
El 1954 va ser nomenat director del departament d'història del recentment creat museu de Zhejiang a Hangzhou, la capital provincial.
El 1963 va ser nomenat professor a l'Acadèmia de Belles Arts de Zhejiang (actual Acadèmia Nacional de Belles Arts de la Xina).
Quan va acabar la Revolució Cultural, tenia aproximadament setanta anys. Va ser nomenat director del Museu de Hangzhou i també president de la Societat de talles de segells Xi Ling quan es va reobrir el 1979. El 1981 va ser nomenat vicepresident de l'Associació Xinesa de Cal·lígrafs.

### Activitat política
El 1931 va començar treballar com a secretari privat de Zhu Jiahua, ministre d’Educació del partit nacionalista xinès (Guomindang), i es va traslladar amb ell a Chongqing el 1938, quan els japonesos van envair la Xina. Un cop allà, va ser ascendit a la secretaria del president Jiang Jieshi.
Quan els comunistes van aconseguir el control de la Xina, Sha Menghai va decidir tornar al seu Zhejiang natal, on un dels seus germans, Sha Wenhan, havia estat nomenat primer governador comunista de la província i el gener de 1954 es va unir a la Lliga Democràtica de la Xina.
Quan va esclatar la Revolució Cultural, la seva casa va ser saquejada per la guàrdia roja i la seva filla menor el va denunciar com a "contrarevolucionari" a causa dels seus vincles anteriors amb Jiang Jieshi. Això va conduir a la seva detenció i es va veure obligat a treballar com a escombriaire, fins que va el 1971 va ser posat en llibertat..

### Mestre cal·lígraf
Sha va ser alumne dels dos més grans practicants del moment: Wu Changshuo (1844-1927) i Kang Youwei (1858-1927).
Malgrat el fet que la cal·ligrafia de Sha es va fer cada vegada més audaç a mesura que madurava, es va mantenir especialment prudent sobre el contingut de les seves obres. Va escriure pocs poemes, preferint fer servir poemes d'altres que fossin políticament poc controvertits.
Utilitzava traços regulars tant quan escrivia articles oficials, com quan escrivia per plaer. Els traços són gruixuts, llisos i clars.
Les seves obres han estat seleccionades per a moltes exposicions a gran escala, i exposades per galeries d’art i museus..